# Shannon (Mississippi)
Shannon é uma cidade  localizada no estado americano de Mississippi, no Condado de Lee.

## Demografia
Segundo o censo americano de 2000, a sua população era de 1657 habitantes.
Em 2006, foi estimada uma população de 1726, um aumento de 69 (4.2%).

## Geografia
De acordo com o United States Census Bureau tem uma área de
10,6 km², dos quais 10,6 km² cobertos por terra e 0,0 km² cobertos por água. Shannon localiza-se a aproximadamente 83 m acima do nível do mar.

## Localidades na vizinhança
O diagrama seguinte representa as localidades num raio de 16 km ao redor de Shannon.